# 후건긍정의 오류
후건긍정의 오류(後件肯定 ── 誤謬, the fallacy of affirming the consequent)는 형식적 오류의 일종으로서 다음과 같은 논리적 추론을 말한다.
P이면 Q이다.
Q이다.
그러므로 P이다.
이 형식은 논리적으로 타당하지 않다. 다시 말해 전제가 참이어도 결론을 유도하는 추론의 구조가 올바르지 못하다. "후건긍정"에서 "후건"이란 조건문의 후반, 위의 경우 "Q이다"를 가리킨다. 소전제는 후건을 긍정하고 있지만, 거기에서 대전제(P이면)를 이끌어낼 수는 없다.
고등학교 1학년 교육과정에 있는 집합을 생각해보면 쉽다. ‘P이면 Q이다’라는 조건은 결국 P는 Q의 부분집합이라는 말과 같다. 즉 Q 속에는 P가 아닌 다른부분도 포함될 수 있다는 의미이다. 따라서 ‘Q이다.’라는 조건의 결과로 ‘그러므로 P이다.’는 성립할 수 없다.

## 같이 보기
- 귀추법
- 결과에 호소하는 논증
- 중명사 부주연의 오류
- 필요충분조건